# مردان در محل کار (فیلم ۱۹۹۰)
مردان در محل کار (به انگلیسی: Men at Work) فیلمی محصول سال ۱۹۹۰ و به کارگردانی امیلیو استوس است. در این فیلم بازیگرانی همچون چارلی شین، امیلیو استوس، کیث دیوید، داریل لارسون، دین کامرون، جان گتز، لزلی هوپ، جفری بلیک، جان پاچ و تروی اوانز ایفای نقش کرده‌اند.